# Miletín
Miletín (německy Miletin) je město v okrese Jičín v Královéhradeckém kraji. Rozkládá se uprostřed údolí, na úpatí hory Zvičiny mezi Jičínem, Dvorem Králové nad Labem a Hořicemi v Podkrkonoší. Žije zde 958 obyvatel. Nadmořská výška miletínského vrchu je 334 metrů.

## Historie
Předchůdcem města bylo nejméně od dvanáctého století hradiště, jehož rozloha dosahovala asi sedmnácti hektarů. První písemná zmínka o něm pochází z roku 1124, kdy jej navštívili kníže Vladislav I. a biskup Oto Bamberský. Na začátku třináctého století se Miletín stal šlechtickým majetkem Zbraslava, připomínaného naposledy v roce 1238 v úřadu nejvyššího číšníka. Zbraslav vesnici odkázal vdově Domaslavě, která jej roku 1241 darovala řádu německých rytířů. Ti založili miletínskou komendu, s jejímiž držiteli jsou spojeny další dějiny městečka. V roce 1261 byl Miletín zmíněn jako trhová ves a o šest let později jako městečko.

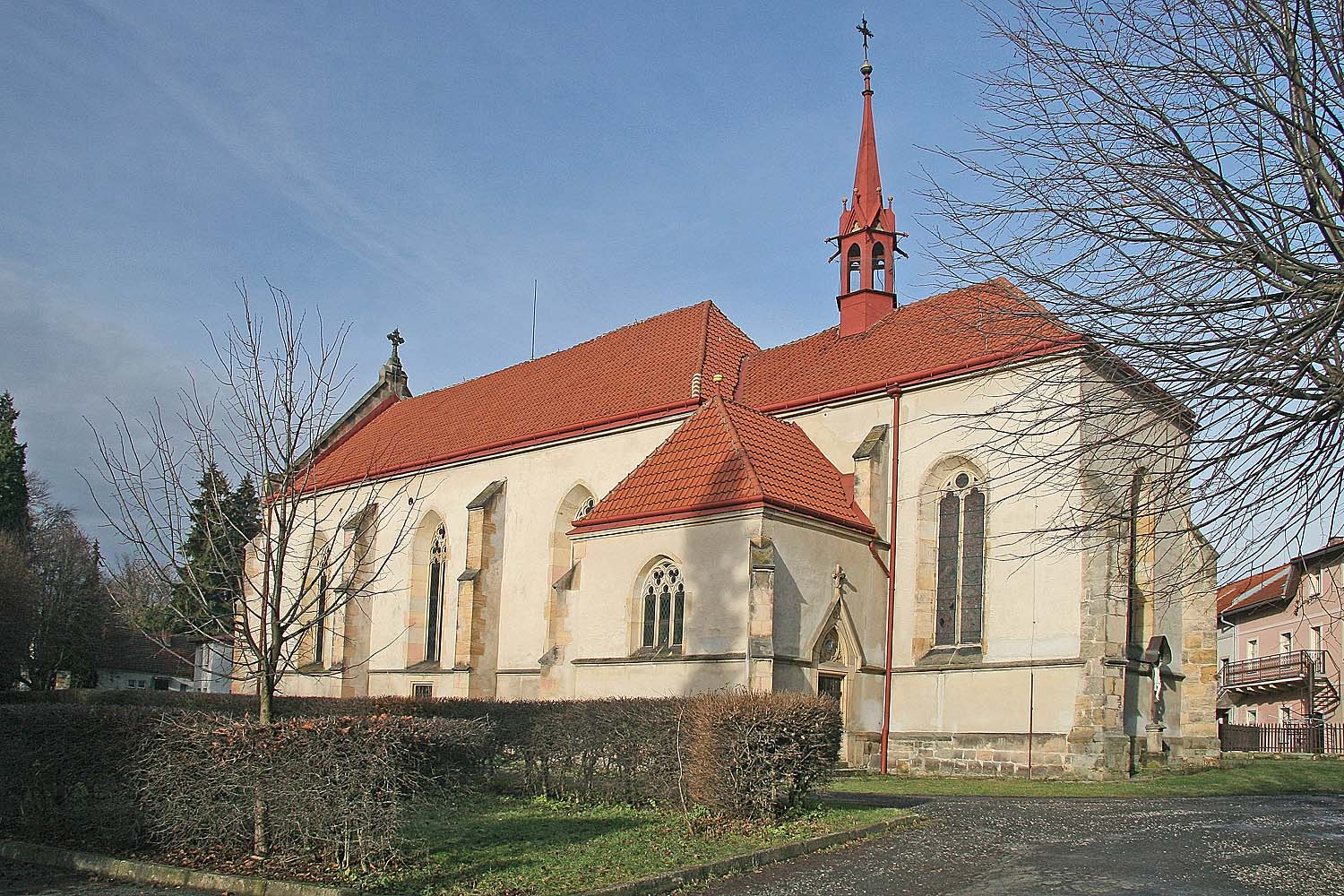
Zdivo kněžiště kostela Zvěstování Panny Marie je pravděpodobně pozůstatkem kaple řádové komendy.

Na začátku patnáctého století němečtí rytíři městečko zastavili a v roce 1410 zástavní smlouvu s Benešem z Choustníka obnovili. Přestože jim mělo městečko po Benešovi smrti připadnout zpět, zmocnil se jej Jan Městecký z Dobrušky a Opočna. Zřejmě už od poloviny čtrnáctého století navíc část městečka patřila Lichtenburkům, z nichž Hynek Krušina IV. z Lichtenburka po roce 1437 spojil oba díly do jednoho panství.
Roku 1560 se Miletín poprvé stal městem. Od roku 1560 byl vlastníkem Miletína a k němu patřících obcí a majetku Jiří z Valdštejna. Byl přísedícím u komorního soudu a pro Miletín byl velikým dobrodincem. Položil základ k městské obci a byl pravým otcem svým poddaným. Hned po nástupu na panství začal zvelebovat městečko, postaral se o pořádek a jeho udržení a o všechny záležitosti potřebné ke spravování obecních záležitostí. Na jeho počest se městským symbolem stal svatý Jiří na koni bodající draka.
Barokní zámek v Miletíně vystavěl v letech 1693 až 1701 hradecký stavitel K. M. Klupf na místě bývalého hradu, roku 1847 byl zámek empírově upraven. Anglický park v jeho okolí zřídil kníže Alexandr Schönburg-Hartenstein roku 1881. V současnosti je v zámku vybudována expozice českého amatérského divadla.
V roce 1846 vypukl v městečku obrovský požár. Oheň vznikl v panské stodole a po doškových střechách se rychle šířil na další domy. Silný vítr oheň rozšiřoval na další domy, takže během tří hodin shořela velká část Miletína, 112 domů, a požár hořel ještě celý den a noc. Teplem se rozlily zvony na kostelní věži.
Po druhé světové válce docházelo postupně k snižování významu Miletína. Krátce po válce mu byl odebrán status města, průmysl se nerozvíjel, mladí lidé odcházeli za prací a ubytováním do okolních měst. Počet obyvatel se tak postupně snižoval a Miletín má dnes okolo 800 obyvatel. Městem se Miletín znovu stal od 10. října 2006.

## Obyvatelstvo
| Rok            | 1869  | 1880  | 1890  | 1900  | 1910  | 1921  | 1930  | 1950  | 1961  | 1970  | 1980  | 1991 | 2001 | 2011 | 2021 |
| -------------- | ----- | ----- | ----- | ----- | ----- | ----- | ----- | ----- | ----- | ----- | ----- | ---- | ---- | ---- | ---- |
| Počet obyvatel | 1 873 | 1 779 | 1 629 | 1 607 | 1 739 | 1 526 | 1 523 | 1 218 | 1 231 | 1 155 | 1 019 | 944  | 907  | 915  | 902  |
| Počet domů     | 248   | 257   | 237   | 240   | 257   | 275   | 302   | 329   | 306   | 295   | 280   | 355  | 363  | 367  | 380  |

## Městská správa
Od 1. ledna 1974 do 23. listopadu 1990 k městu patřila Rohoznice, od 1. ledna 1975 do 23. listopadu 1990 Borek a Červená Třemešná a od 30. dubna 1976 do 23. listopadu 1990 také Vřesník.

### Městské symboly
Vlajka byla městu udělena rozhodnutím předsedy Poslanecké sněmovny Parlamentu České republiky dne 25. listopadu 2003.

## Hospodářství
S Miletínem je spojena tradiční výroba Miletínských modlitbiček, perníčků z cukrářské dílny rodu Erbenů, která po revoluci navázala na dobré jméno svých zakladatelů Erbenů z roku 1820. Miletínské modlitbičky vyrábí i firma Laušman, sídlící na opačné straně miletínského náměstí. V Miletíně sídlí rovněž jedna z výroben hořických trubiček, majících původ v sousedním městě.
V Miletíně již nejméně od 16. století je významně zastoupen textilní průmysl. V roce 1949 bylo několik textilních továren sloučeno do národního podniku Mileta, který se později transformoval do akciové společnosti Mileta. Název firmy byl odvozen od podobnosti názvu jejího sídla s názvem starověkého řeckého města Milétos (Milés), které bylo známé také kvalitní textilní výrobou a obchodní činností. Mileta měla kolem 750 zaměstnanců, výroba se soustředila na stolní a ložní textilní výrobky, kapesníky, košilovinu, satény, damašky a podobně.[zdroj?]

## Společnost
V obci je základní škola, mateřská škola, zdravotní středisko, obchody a služby na dobré úrovni. V létě do města přijíždí turisté, kteří mohou být ubytováni v kempu s koupalištěm. Mají možnost využívat také tenisové kurty a volejbalové hřiště. V prostorách miletínského zámku se nachází expozice Muzea českého amatérského divadla.

## Pamětihodnosti
- Zámek Miletín
- Rodný dům Karla Jaromíra Erbena

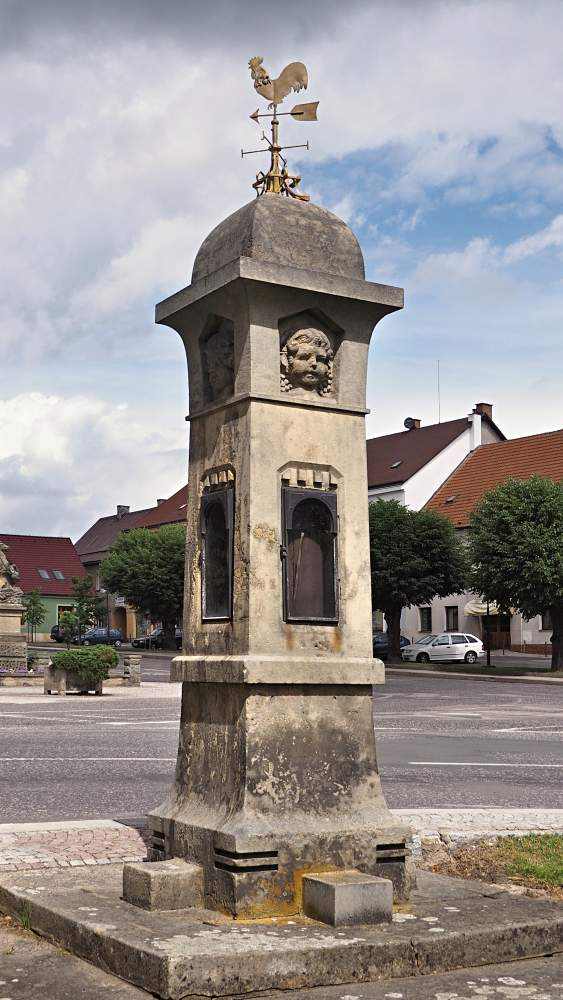
Meteorologický sloup

- Kostel Zvěstování Panny Marie – původně gotický, po požáru města v roce 1847 novogoticky opraven a rozšířen.
- Socha Panny Marie Immaculaty
- Socha svatého Gottharda
- Socha svatého Jiří
- Socha svatého Linharta
- Morový sloup se sochou Panny Marie na náměstí
- Pomník Karla Jaromíra Erbena
- Meteorologický sloup na náměstí K. J. Erbena[12]
- Fara
- Katakomby – v roce 2000 nechala radnice vyčistit vchod zasypaný před válkou, opravila schodiště, vybudovala nový vstupní objekt a v podzemí rozmístila osvětlení. Katakomby obsahují sklep s valenou klenbou, 2 místnosti vytesané do skály příslušníky řádu německých rytířů ve 13. století a chodbu vedoucí k bezmála třicet metrů hluboké studni.
- Přírodní rezervace Miletínská bažantnice
- Žižkovy duby – dvojice památných dubů letních (50°23′53″ s. š., 15°39′36″ v. d.)

## Osobnosti

### Karel Jaromír Erben

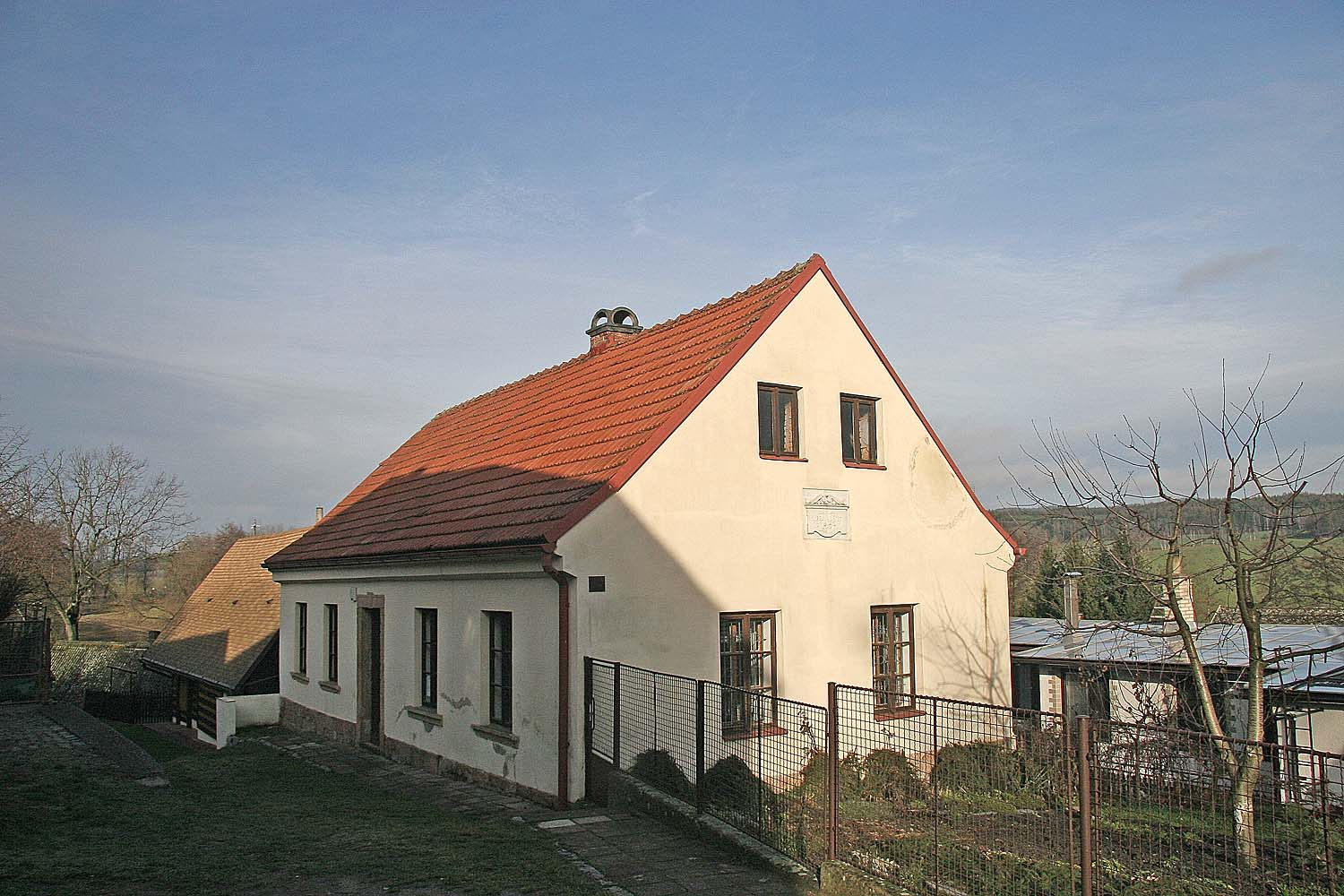
Rodný dům Karla Jaromíra Erbena

Dne 7. listopadu 1811 se v Miletíně narodil básník a sběratel národních pohádek a říkadel Karel Jaromír Erben. V roce 1899 se konalo slavnostní odhalení pamětní desky K. J. Erbena na domě, který stojí na místě jeho vyhořelé rodné chýše. Této slavnosti se zúčastnila řada kulturních spolků z okolí, přijelo mnoho významných osobností (Jaroslav Vrchlický, Ignát Herrmann, Alois Jirásek…), hlavní proslov o životě a díle K. J. Erbena měl Karel Václav Rais.
V roce 1901 byl odhalen na náměstí osm metrů vysoký pomník K. J. Erbena, který mohl být vyroben díky sbírce obyvatel Miletína a okolí. Byl vytesán podle návrhu Jindřicha Říhy firmou z Hořic v Podkrkonoší. Na pomníku jsou bronzové plakety s výjevy z jeho díla Kytice z pověstí národních. Na počest této události se opět sjelo do Miletína mnoho významných osobností, v předvečer odhalení pomníku se konal pochod osvětleným městem k rodnému domku K. J. Erbena a na náměstí ohňostroj. Druhý den vystoupil s řečí opět K. V. Rais a také D. Sutnar, který přijel až z Vídně a s láskou rozebral Erbenovo dílo.
V dnešní době se k uctění památky K. J. Erbena koná každoročně řada divadelních představení, kladou se slavnostně květiny k jeho pomníku, škola pořádá výtvarné soutěže na téma Erbenovo dílo, v jeho rodném domku se konají večery s četbou jeho prací.

### Další osobnosti
- Česlav Vaňura (1694–1736), duchovní a hudební skladatel
- Josef František Wittoch (1788–1871), učitel a hudební skladatel
- Vít Levit (1811–1877), lékař
- Jan Lhota (1811–1890), český spisovatel, státní úředník a politik, v letech 1848–1849 poslanec Říšského sněmu
- Josef Julius David (1871–1941), učitel a překladatel
- Josef Stejskal (1891–1942), politik
- Josef Jonáš (* 1913), politik